# Duarte (miasto)
Duarte – miasto w Stanach Zjednoczonych, w stanie Kalifornia, w hrabstwie Los Angeles. W 2010 zamieszkiwało je 21 321 osób. Miasto leży na wysokości 156 metrów n.p.m. i zajmuje powierzchnię 17,3 km².
Prawa miejskie uzyskało 19 stycznia 1981.